# Tecoma fulva
El Chuvé (Tecoma fulva) es una especie arbustiva del género Tecoma, perteneciente a la familia de las bignoniáceas.  

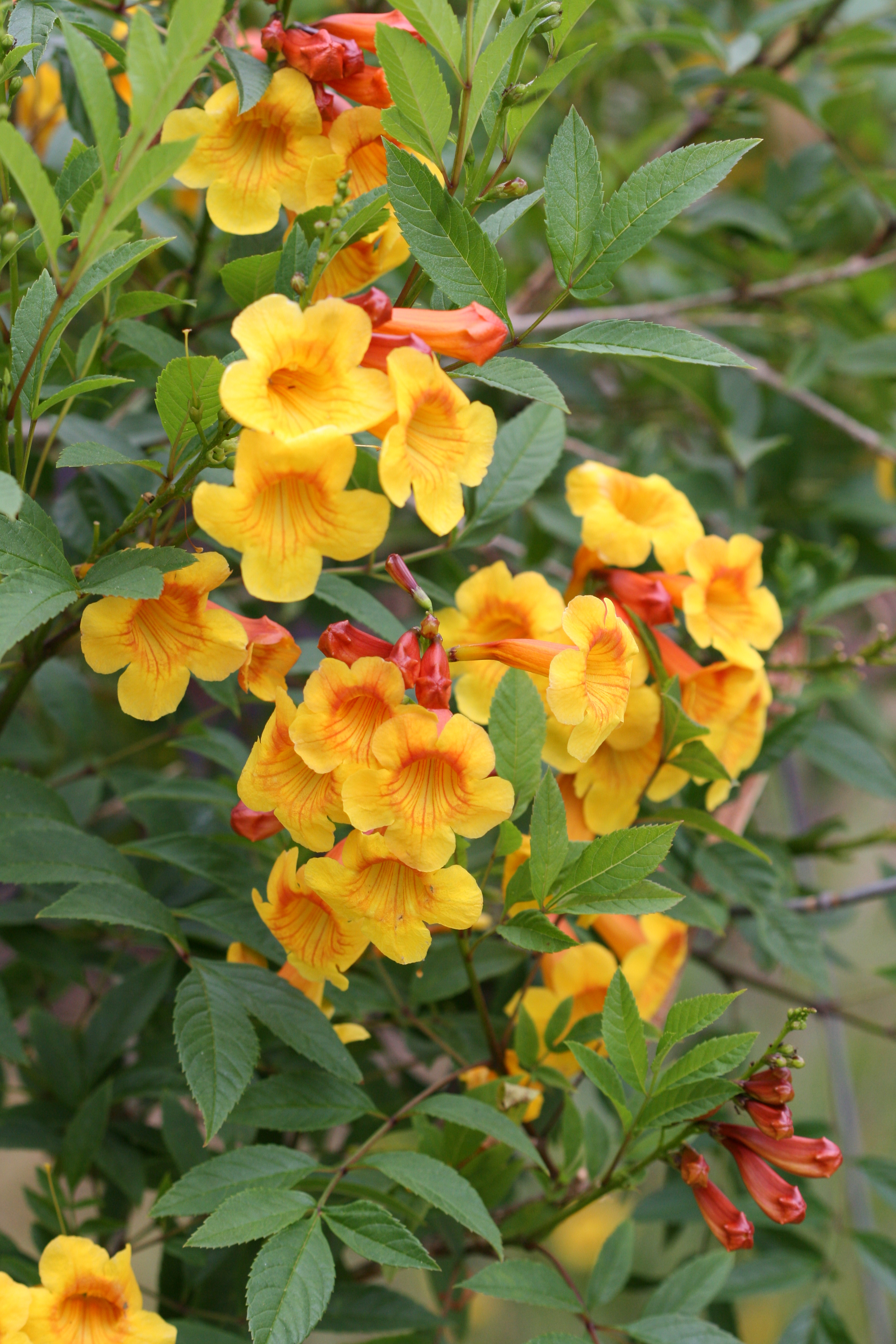
Flores

## Distribución
Tecoma fulva se distribuye en Perú en el departamento de Tacna. También se encuentra en las quebradas del norte de Chile, en la Región de Arica y Parinacota.

## Descripción
Arbusto de follaje perenne, de hasta 2 m altura. Hojas opuestas, compuestas de 12 a 15 folíolos dentados, verde grisáceas. Flores reunidas en panículas terminales, péndulas, corola tubulosa, roja anaranjada, de 6 cm de largo. Fruto una cápsula angosta y larga. Semillas aladas.

Crece en quebradas a pleno sol.

## Taxonomía
Tecoma fulva fue descrita por (Cav.) G.Don  y publicado en A General History of the Dichlamydeous Plants 4: 224. 1838.
Etimología
Tecoma nombre genérico que se deriva del náhuatl de la palabra tecomaxochitl, que se aplicó por los pueblos indígenas de México a las plantas con flores tubulares.
fulva: epíteto latíno que significa "leonado"
Variedades aceptadas
- Tecoma fulva subsp. arequipensis (Sprague) J.R.I.Wood
- Tecoma fulva subsp. garrocha (Hieron.) J.R.I.Wood
- Tecoma fulva subsp. guarume (DC.) J.R.I.Wood
- Tecoma fulva subsp. tanaeciiflora (Kraenzl.) J.R.I.Wood

Sinonimia
- Bignonia fulva Cav. basónimo
- Bignonia meyeniana Schauer
- Gelseminum fulvum (Cav.) Kuntze
- Stenolobium fulvum (Cav.) Sprague
- Tecoma fulva subsp. fulva
- Tecomaria fulva (Cav.) Seem.[7][8]